# Межгорный (Оренбургская область)
Межгорный — посёлок в Акбулакском районе Оренбургской области России. Входит в состав Новопавловского сельсовета.

## История
В 1966 году указом Президиума Верховного Совета РСФСР посёлок отделения № 1 совхоза «Авангард» переименован в посёлок Межгорный.

## Население
| 2010 |
| ---- |
| 104  |